# Mistrzostwa Rumunii w rugby union (1958)
Mistrzostwa Rumunii w rugby union 1958 – czterdzieste trzecie mistrzostwa Rumunii w rugby union.
W zawodach, które rozstrzygnęły się dopiero w ostatniej kolejce, triumfowała drużyna CFR Grivița Roșie.